# Smętowice
Smętowice (deutsch Marienhof) ist ein Dorf in der polnischen Woiwodschaft Westpommern. Das Dorf bildet einen Teil der Gmina Kołbaskowo (Landgemeinde Kolbitzow) im Powiat Policki (Pölitzer Kreis).

## Geographische Lage
Przecław liegt etwa 10 Kilometer südwestlich von Stettin (Szczecin) und etwa 23 Kilometer südlich von Police (Pölitz).

## Verkehr
Durch den Ort verläuft die Landesstraße DK 13, welche im Norden Anschluss nach Stettin und im Süden bei Kołbaskowo Anschluss an die Autobahn A 6 (Europastraße 28) nach Deutschland und Hinterpommern bietet.

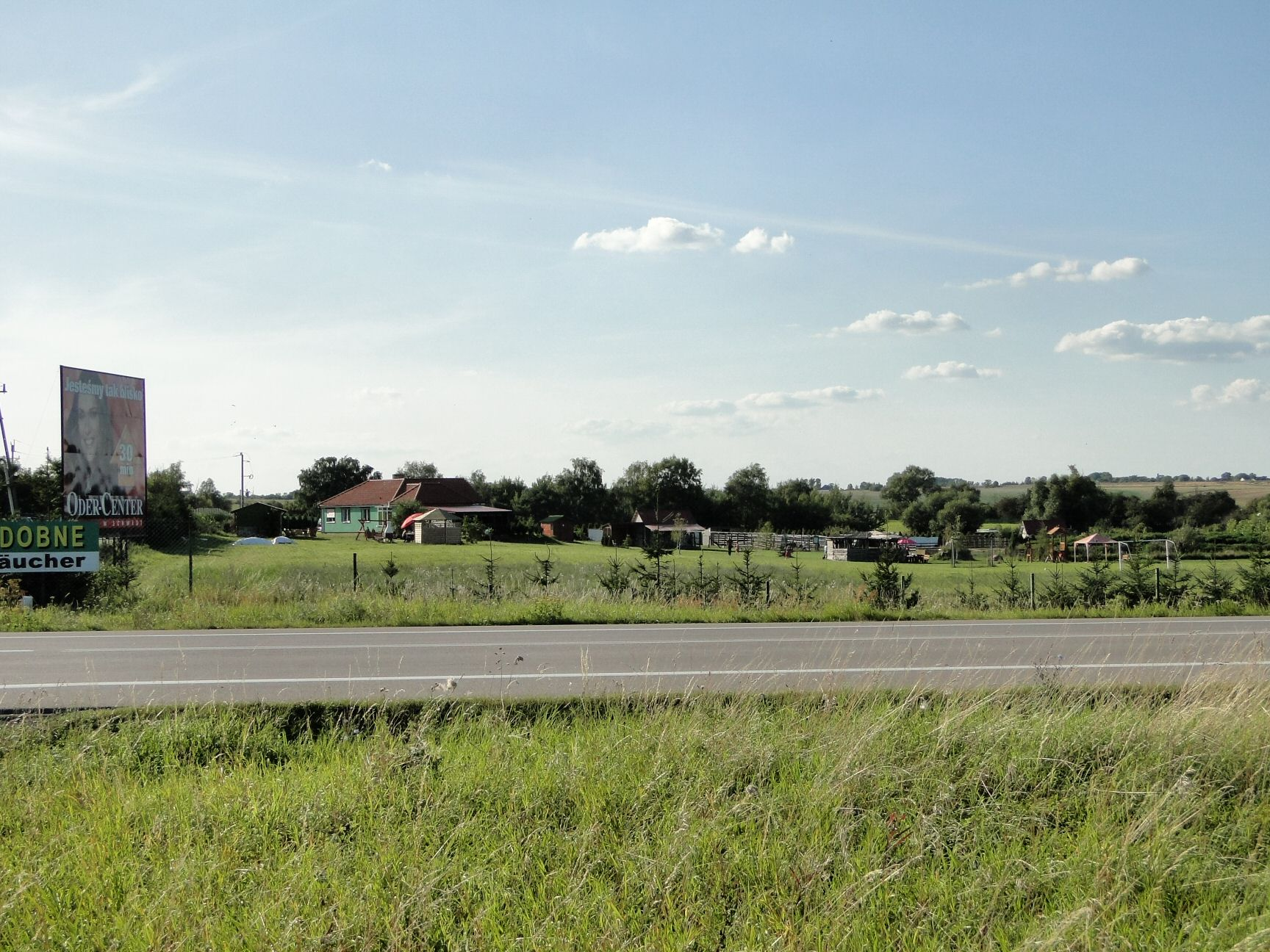
Blick auf den Ort Smętowice von der Landesstraße aus